# خانه قادر دهقان
خانه قادر دهقان مربوط به دوره قاجار است و در شیراز، خیابان احمدی شمالی، کوچه توانگر ۱۹، پلاک ۱۶ واقع شده و این اثر در تاریخ ۱۰ خرداد ۱۳۸۲ با شمارهٔ ثبت ۸۶۶۹ به‌عنوان یکی از آثار ملی ایران به ثبت رسیده است.